# 매여울도서관
매여울도서관은 경기도 수원시 영통구에 있는 도서관이다. 2018년 5월 11일 개관하였다.

## 연혁
- 2016. 12. 20. 도서관 착공
- 2018. 04. 19. 도서관 준공
- 2018. 05. 11. 도서관 개관